# Sydney Lipton

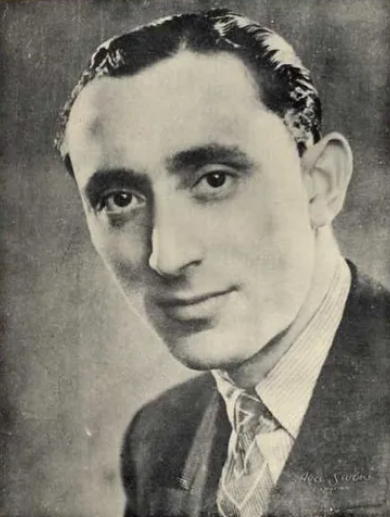
Limpton em 1935.

Sydney John Lipton (14 de dezembro de 1905 – 19 de julho de 1995) foi um líder de uma banda de dança britânica, popular entre as décadas de 1930 e 1960, quando liderou "uma das bandas de dança britânicas mais polidas".

## História
Nascido em Londres, ele aprendeu violino quando criança antes de ingressar em orquestras de cinema, acompanhando filmes mudos. Quando morava em Edimburgo, no início dos anos 20, começou a tocar na banda liderada por Murray Hedges, antes de ingressar na Billy Cotton Band em 1925 e fazer suas primeiras gravações. Ele também gravou com a orquestra de Ambrose em meados da década de 1920. Ele deixou Cotton para formar sua própria banda de dança em 1931 e, no ano seguinte, tornou-se líder de banda residente no Grosvenor House Hotel em Londres.
Sua banda começou a gravar em 1932, primeiro para Zonophone e depois Decca, e fez aparições regulares na BBC Radio depois de 1933. Entre seus músicos estavam Ted Heath, George Evans e Billy Munn. Sua filha Celia Lipton, que mais tarde fez carreira como atriz e cantora, ingressou como vocalista na década de 1940. Depois de servir nas forças, ele retornou ao Grosvenor House Hotel e continuou a liderar a orquestra até 1967. Mais tarde, ele formou sua própria agência de entretenimento e atuou como diretor musical em vários locais e navios de cruzeiro.
Ele morreu em Palm Beach, Flórida, aos 89 anos, onde se aposentou para ficar perto de sua filha Celia.